# Thomas J. Henley
Thomas Jefferson Henley, född 18 juni 1808 i Richmond i Indianaterritoriet, död 1 maj 1875 i Mendocino County i Kalifornien, var en amerikansk politiker (demokrat). Han var ledamot av USA:s representanthus 1843–1849.
Henley efterträdde 1843 Richard W. Thompson som kongressledamot och efterträddes 1849 av Cyrus L. Dunham.